# No More Nice Girls
No More Nice Girls è il terzo album studio del gruppo femminile cinese Hang on the Box. Esso è stato pubblicato il 27 settembre 2007 in Cina.

## Tracce
1. No More Nice Girls – 2:45
2. Ourselves Beside Me – 2:37
3. You Hate Me, But I Love You – 3:49
4. Rock Star – 8:36
5. Sad and Low – 5:51
6. Rollercoaster – 5:27
7. Shanghai – 7:12
8. Cherry Tree – 1:58
9. Trio – 4:28

Durata totale: 42:43

## Formazione
- Wang Yue – voce
- Yang Fan – chitarra
- Yilina – basso
- Shen Jing – batteria